# Gustaf Sellergren
Gustaf Adolf Sellergren, född 5 juni 1855 i Kristvalla socken, Kalmar län, död 9 februari 1929, var en svensk ingenjör.

## Biografi
Sellergren utexaminerades från Kungliga Tekniska högskolans avdelning för mekanisk teknologi 1878 och hade därefter anställning vid åtskilliga verkstäder i England från 1878 till 1884, då han återvände till Sverige. Han verkade där som teknisk lärare, först vid Tekniska elementarskolan i Borås, sedan vid Kungliga Tekniska högskolan i Stockholm, där han 1891 blev tillförordnad professor och 1899–1920 var ordinarie professor i mekanisk teknologi. Han var 1888–1909 även överlärare vid Tekniska skolan i Stockholm. Han skrev bland annat ett stort antal artiklar i Nordisk familjebok och var ledamot av Lantbruksakademien från 1899.

## Familj
Sellergren var son till kyrkoherden Johan Peter Sellergren som, under sin studietid, fick tillstånd av väckelsepredikanten Peter Lorenz Sellergren att upptaga dennes namn. Han var bror till operasångaren Axel Sellergren och farfar till pianisten Lars Sellergren.